# Xerophyt
Als Xerophyt (von altgriechisch ξηρός xērós „trocken“ und φυτόν phytón „Pflanze“) wird ein Organisationstyp von Pflanzen bezeichnet, die an extrem trockene Standorte angepasst sind. Genauer gefasst sind es Pflanzen, die an eine vollständige Knappheit von flüssigem Wasser angepasst sind. Diese Knappheit kann klimatisch bedingt sein, wie in ariden bis semiariden Klimazonen, wo es an Wasser generell mangelt, oder in arktisch-alpinen Zonen, wo Wasser sehr selten in flüssiger Form verfügbar ist, die Pflanzen benötigen.
Die Wasserknappheit kann aber auch auf die Beschaffenheit des Bodens zurückzuführen sein wie bei Sandböden (geringes Wasserhaltevermögen), Lehmböden (verdichtetes Material, Wasser fließt oberflächlich ab) oder auch bei Kalkgestein (oft viele Furchen und Risse, Wasser versickert schnell).
Die Anpassungsformen an die Knappheit von flüssigem Wasser nennt man Xeromorphien. Xerophyten grenzen sich somit von den Mesophyten und Hygrophyten ab, wobei die Grenzen nicht klar auszumachen sind. Bei den Halophyten findet man morphologische Anpassungen, die denen der Xerophyten gleichen, da die Anwesenheit von NaCl (Kochsalz) eine physiologische Trockenheit verursacht (Wasserpotential).
Viele Xeromorphien beruhen auf der Reduzierung des Wasserverlustes über Transpiration. Der größte Teil der Transpiration geschieht beim Öffnen der Stomata. Allerdings treibt diese Transpiration den Ferntransport des Wassers in der Pflanze an (Transpirationssog), somit sind Pflanzen auf das Öffnen der Stomata angewiesen. Xerophyten sind an dieses Problem angepasst.
Man findet Xerophyten in vielen Pflanzenfamilien, wie zum Beispiel bei den Sauergräsern (Cyperaceae), Dickblattgewächsen (Crassulaceae) oder Korbblütengewächsen (Asteraceae).

## Einteilung
Abraham Fahn und David F. Cutler teilen die Xerophyten wie folgt ein:
Drought escaping (Trockenheit ausweichen)
- Ephemere (einjährige Pflanzen)

Sie sind an die Bedingungen in Trockengebieten oder Höhenstufen dadurch angepasst, dass sie innerhalb einer sehr kurzen Vegetationszeit, innerhalb weniger Tage oder Wochen, sämtliche Entwicklungsstadien (Austreiben, Blühen, Fruchten) durchlaufen.
Drought resisting (Trockenheit widerstehen)
Man kann "Drought resisting" weiterhin in Drought evading und Drought enduring aufteilen.
- Drought evading (Trockenheit vermeiden)
  - Geophyten (zu Kryptophyten)

Diese krautigen Gewächse überdauern ungünstige Umweltbedingungen durch unterirdische Pflanzenorgane, während die oberirdischen Pflanzenteile in der Trockenzeit absterben.
- Tiefwurzler

Mittels tiefer Wurzelsysteme können Pflanzen das Grundwasser der Region anzapfen und verhindern, dass es überhaupt zu Wasserstress kommt.
- Drought enduring (Trockenheit aushalten)
  - Sukkulenten (interne Wasserspeicher)
    - Stammsukkulenten, z. B. Kakteen
    - Blattsukkulenten, z. B. Dickblattgewächse
    - Wurzelsukkulenten

Die Wasserspeicherzellen der Sukkulenten können in kurzer Zeit sehr viel Wasser in ihren Vakuolen speichern und geben es kontinuierlich an die wasserverbrauchenden Zellen im Assimilationsparenchym (photosynthetisch aktives Gewebe) ab. Sie müssen in der Lage sein, ihre Zellwände geordnet in Falten zu legen, damit sie nicht bei starkem Wasserverlust zerstört werden.
Sukkulenten speichern in der Regenzeit Wasser, ihre kleinen Saugwurzeln sterben in der Regel in der Trockenzeit ab, sodass während der Trockenzeit kein Wasser mehr aufgenommen wird. Ausnahmen stellen dabei die Hydathoden der Crassulaceae dar, die auf Blattspreiten verteilt Wasser aufnehmen können. Während dieser Phase verbrauchen Sukkulenten ihre angelegten Wasserspeicher sehr sparsam.
- Externe Wasserspeicher

Zu den externen Wasserspeichern zählen die Zisternen der Bromeliaceae (regenform), die der Geweihfarne (Platycerium) sowie das Wurzelgeflecht vom Nestfarn (Asplenium nidus). Da sie Epiphyten sind, haben ihre Wurzeln keinen Kontakt zum Boden und sind somit auf Regenwasser oder Luftfeuchtigkeit als Quellen der Wasseraufnahme angewiesen. Sie nehmen das Wasser über Saugschuppen auf den Blattspreiten auf.

## Weitere Anpassungen
Weitere wichtige xeromorphe Anpassungen sind stark verdickte Epidermiszellen bis hin zu mehrschichtigen Epidermen. Oft besitzen diese Pflanzen eine mächtige Cuticula (z. B. Clivia nobilis) oder zusätzlich dazu Auswüchse der Cuticula. Diese Auswüchse oder Haare stellen keine Vergrößerung der transpirierenden Oberfläche dar, da sie tot und luftgefüllt sind. Dadurch erscheinen sie oft als grauer bis weißer Überzug (z. B. Aechmea fulgens, Peperomia incana) und reflektieren einen Teil des Lichts und reduzieren somit die Temperatur im Blatt. Da der größte Teil der Transpiration an den Stomata erfolgt, reduziert die Schaffung windstiller Räume um Stomata durch Versenken (z. B. Oleanderblätter) bzw. Bildung von Wachsröhren um diesen Bereich die Transpiration. Die Dampfhauben über den Stomata können nicht mehr so leicht abgetragen werden.
Im Allgemeinen ist eine Reduzierung transpirierender Oberflächen von Vorteil durch z. B. Blattabwurf, reduzierte Blätter zu Dornen oder Bildung kompakter Formen wie bei Echinocactus grusonii.
Auch gelten spezielle Stoffwechselwege als Anpassungen an trockene Standorte, wie z. B. CAM (crassulacean acid metabolism) und C4-Syndrom.